# Tobias Carlsson
Tobias Carlsson, född 25 februari 1975 i Färjestaden, är en före detta svensk fotbollsspelare (försvarare) som senast spelade i den allsvenska klubben Kalmar FF. 

## Karriär
Carlsson påbörjade sin karriär i öländska Färjestadens GoIF innan han 1993 kom till Kalmar FF där han under sju säsonger var given i startelvan. Efter Kalmars respass efter endast ett år i Allsvenskan (1999) flyttade Carlsson till Norge och Molde FK. Här nådde han som bäst en andraplats i Tippeligaen innan han inför Kalmars storsatsning och nystart i Allsvenskan 2004 återvände hem. 
År 2008 blev Carlsson svensk mästare utan att ha spelat en enda match då han under lång tid plågades av ett höftödem som omöjliggjorde ens riktig träning. 
Efter en operation och återkomst till A-lagsspel under 2009 erbjöds Carlsson inget nytt kontrakt inför 2010. Han avtackades officiellt av klubben bara för att veckor senare ställas inför klubbens helomvändning i frågan; ett nytt kontrakt skrevs under och Carlsson tackade genom att spela flest matcher av alla försvarsspelare i KFF under både 2010 och 2011; under den senare säsongen dessutom samtliga minuter i varje allsvensk match.
Carlssons främsta styrkor är huvudspelet (även som ett offensivt vapen på fasta situationer) och ett resolut närkampsspel.
Den 24 juli 2012 meddelade Kalmar FF på sin hemsida att Tobias Carlsson beslutat att lägga skorna på hyllan efter 20 år i den allsvenska klubben.

## Meriter
Kalmar FF
- Svensk mästare 2008 (dock skadad hela året)
- Svenska Cupen 2007
- Svenska Supercupen 2009

### Webbsidor
- Tobias Carlsson på Svenska Fotbollförbundets webbplats